# C/1967 C1 Seki
C/1967 C1 Seki è una cometa non periodica scoperta il 4 febbraio 1967 dall'astrofilo giapponese Tsutomu Seki. La sua orbita era retrograda.